# Араз Саатлы
Араз Саатлы — азербайджанский футбольный клуб из города Саатлы.

## Общие сведения
Создан в 2018 году. Представляет Саатлинский район.
Клуб базируется в г. Саатлы.
Матчи проводит на стадионе Саатлинского олимпийского спортивного комплекса вместимостью 900 чел.
Начал выступления в группе «Центр» Азербайджанской лиги регионов. Выступал в лиге регионов в сезонах 2019/20, 2022/23.
В 2023 году получил лицензию от Профессиональной футбольной лиги на участие в Первом дивизионе.
Президентом клуба является Адалят Абдуллаев.

## Сезон 2023/24
В начале сезона клуб подписал контракт на 1 год с легионером из Гвинеи Тахиру Бахом. В феврале 2024 года игрок покинул клуб из-за обнаружившегося вируса гепатита.
По результатам сезона клуб занял последнее, 10-е место в дивизионе, выиграв 4 игры, сыграв вничью 1 и проиграв 22. Разница мячей — 28 — 80.
Клуб должен был вылететь во второй дивизион напрямую. Однако, из-за исключения занявшего 7 место «Иревана» из 1 дивизиона, сыграл в стыковых матчах.
В стыковых матчах за право остаться в лиге 9 и 15 июня 2024 года проиграл команде «Джебраил» (0:2, 1:3), занявшей второе место во Втором дивизионе.
В итоге вылетел из Первого дивизиона.
Сезон 2024/25 начнёт во втором дивизионе.

## Кубок Азербайджана 2023/24
Розыгрыш Кубка Азербайджана по футболу начал со II квалификационного этапа, где 28 ноября 2023 года проиграл «Иревану» (1:4), вылетев из кубка.

## Статистика
Самое крупное поражение: I дивизион «Шамахы» — «Араз Саатлы» 8:0 (21 сентября 2023)
Самый результативный матч: I дивизион «МОИК» — «Араз-Саатлы» (6:4) (17 тур, 6 марта 2024)

## Главные тренеры
- Шахрияр Мамедов (до 10 октября 2023)[19]

- Руфат Гулиев

## Состав
В сезоне 2023/24 Первого дивизиона: Магомед Ахмедов (12), Кямран Гасанзаде (17), Октай Мамедов (7), Давуд Махмудов (22), Али Шабанов (42), Эльшан Саббаги (30), Хамза Алиев (6), Сехран Аббасов (5), Раван Авазов (49, к), Эльшан Мирзаев (66), Элайджа Бен (19), Амра Мамедли (1), Шамиль Абдуллаев (27), Самир Мамедов (20), Али Тагизаде (11), Тахиру Бах (2, защитник), Илькин Алиев (10).к